# Lepanthopsis microlepanthes
Lepanthopsis microlepanthes är en orkidéart som först beskrevs av August Heinrich Rudolf Grisebach, och fick sitt nu gällande namn av Oakes Ames. Lepanthopsis microlepanthes ingår i släktet Lepanthopsis och familjen orkidéer. Inga underarter finns listade i Catalogue of Life.